# Kaszubskie Towarzystwo Ludoznawcze
Kaszubskie Towarzystwo Ludoznawcze (nazwa oryg. Verein für Kaschubische Volkskunde) - stowarzyszenie założone 21 września 1907 r. w Kartuzach przez Friedricha Lorentza i Izydora Gulgowskiego w celu badania i naukowego opracowywania materiałów dotyczących Kaszub i Kaszubów.

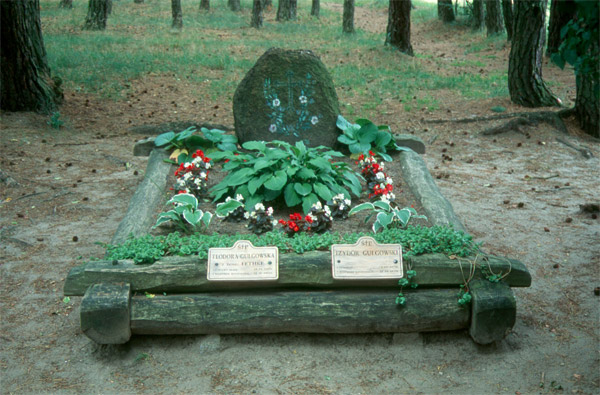
Grób Izydora Gulgowskiego wraz z małżonką znajdujący się na terenie skansenu we Wdzydzach

- Prezesem Towarzystwa był Lorentz, zaś sekretarzem Gulgowski.
- Organem prasowym Towarzystwa było pismo Mitteilungen des Vereins für Kaschubische Volkskunde (tj. Wiadomości Kaszubskiego Towarzystwa Ludoznawczego)
- Statut Towarzystwa głosił, że jego celem jest gromadzenie wszelkich materiałów dotyczących wiedzy o Kaszubach w najszerszym rozumieniu oraz udostępnianie ich nauce i ogółowi społeczeństwa.
- Niemieccy nacjonaliści zarzucali Friedrichowi Lorentzowi, że poprzez Towarzystwo popiera interesy Polaków, choć sam jest Niemcem. W celu powstrzymania dalszych ataków 26 września 1910 r. zmieniono statut. Odtąd wiedza o Kaszubach miała oznaczać informacje o wszelkich ludach zamieszkujących kiedykolwiek ziemię kaszubską (Niemcy, Polacy, Holendrzy i Skandynawowie).